# 리튬공기전지
리튬공기전지(Lithium–air battery, Li–air) 또는 리튬에어 배터리는 전류 흐름을 유도하기 위해 양극에서 리튬의 산화 및 음극에서 산소의 환원을 사용하는 금속공기 전기화학 전지 또는 배터리 화학이다.
리튬과 주변 산소를 결합하면 이론적으로 가능한 가장 높은 비에너지를 가진 전기화학 셀이 생성될 수 있다. 실제로, Li2O2 제품으로 충전된 상태에서 산소 질량을 제외한 비수성 리튬공기전지의 이론적 비에너지는 ~40.1 MJ/kg = 11.14 kWh/kg 리튬이다. 이는 가솔린의 이론적 비에너지인 ~46.8 MJ/kg과 비슷하다. 실제로 셀 수준에서 ~6.12 MJ/kg = 1.7 kWh/kg 리튬의 특정 에너지를 갖는 리튬공기전지가 시연되었다. 이것은 상용 리튬이온 배터리보다 약 5배 더 크며 60kg의 리튬(즉, 20.4kWh/100km ). 그러나 리튬공기전지의 실제 전력 및 주기 수명은 틈새 시장을 찾기 전에 상당한 개선이 필요하다.
상업적 구현을 개발하려면 상당한 전해질 발전이 필요하다. 비양자성, 수성, 고체 및 혼합 수성-비양성자성의 네 가지 접근법이 고려되고 있다.
배터리의 주요 시장 동인은 자동차 부문이다. 휘발유의 에너지 밀도는 약 13kWh·h/kg이며, 이는 손실 후 바퀴에 제공되는 1.7kWh·h/kg의 에너지에 해당한다. 이론적으로 리튬공기는 산소 질량을 제외하고 12kWh·h/kg(43.2MJ/kg)을 달성할 수 있다. 전체 배터리 팩(케이싱, 에어 채널, 리튬 기판)의 무게를 고려하면 리튬 단독은 매우 가볍지만 에너지 밀도는 상당히 낮다.

## 역사
원래 1970년대에 밧데리 전기 자동차 및 하이브리드 전기 자동차의 가능한 전원으로 제안된 리튬공기전지는 재료 과학의 발전으로 인해 2000년대 초반 10년 후반에 과학적 관심을 되찾았다.
리튬공기전지에 대한 아이디어는 1996년 훨씬 이전에 있었지만 위험 대비 이익 비율이 너무 높아서 추구할 수 없는 것으로 인식되었다. 실제로, 음극(리튬 금속)과 양극(공기 또는 산소) 전극은 각각 충전식 리튬 금속 밧데리가 1970년대에 시장에 출시되지 못한 이유이다(이동 장치의 리튬이온 배터리는 리튬 금속이 아닌 음극의 LiC6-흑연 화합물). 그럼에도 불구하고 고비에너지 충전 배터리에 대한 다른 대안이 부족하고 학술 연구실에서 초기에 유망한 일부 결과로 인해 리튬-산소(리튬공기 포함)와 관련된 특허 및 자유 도메인 간행물 수가 모두 감소했다. 배터리는 2006년에 기하급수적으로 성장하기 시작했다. 그러나 이러한 배터리가 직면한 기술적 어려움, 특히 재충전 시간, 질소 및 수분 민감성, 충전된 Li2O2 종의 본질적인 열악한 전도성이 주요 과제이다.

## 같이 보기
- 아연공기전지
- 리튬 이온 전지
- 리튬이온 중합체 전지
- 리튬 황 전지